# Gare de Kamikawa
La gare de Kamikawa (上川駅, Kamikawa-eki) est une gare ferroviaire du bourg de Kamikawa, à Hokkaidō au Japon. La gare est exploitée par la compagnie JR Hokkaido.

## Situation ferroviaire
La gare de Kamikawa est située au point kilométrique (PK) 44,9 de la ligne principale Sekihoku.

## Historique
La gare de Kamikawa a été inaugurée le 15 novembre 1923.

## Service des voyageurs

### Accueil
La gare dispose d'un bâtiment voyageurs, avec guichets, ouvert tous les jours.

### Desserte
- Ligne principale Sekihoku :
  - voies 1 à 3 : direction Asahikawa et Sapporo
  - voies 1 et 3 : direction Engaru et Abashiri